# Jeannette Marks
Pour les articles homonymes, voir Marks.
Jeannette Augustus Marks, née le 16 août 1875 à Chattanooga, dans l'État du Tennessee et morte le 15 mars 1964 à Westport dans l'État de New York, est une américaine poète, romancière, nouvelliste, dramaturge, critique littéraire, diariste, épistolière et professeure d'université, membre de la Poetry Society of America et une des premières membres de l'Authors Guild.
Pendant 38 ans, elle enseigne la poésie et le théâtre au collège universitaire de Mount Holyoke, dont elle devient de 1921 à 1939 la directrice du département de littérature anglaise.
En 1928, elle fonde le Laboratory Theatre dans l'État du Connecticut qu'elle dirige jusqu'en 1941. 
De 1942 à 1947, elle assure la présidence de la section new-yorkaise du National Woman's Party.
Sa correspondance avec Mary Emma Wooley est l'une des sources majeures pour les chercheurs pour comprendre comment se vivait le lesbianisme aux États-Unis au début du XXe avant sa dépénalisation progressive à partir des années 1960. Pour lui rendre hommage, il est créé en 1999 le Jeannette Marks Center connu également sous le nom de Marks House, centre de recherches et de ressources universitaires dédié à la communauté LGBT, situé sur le campus du collège universitaire de Mount Holyoke.

## Biographie

### Jeunesse et formation

#### Le déni de son père
Jeannette Marks est la fille aînée de William Dennis Marks, professeur de l'université de Pennsylvanie et de Jeannette Colwell Marks. Son père voulait un fils et a traité Jeannette alternativement soit comme un garçon soit en la rejetant. Son père lui donne le diminutif de "Gussie" issu de son second prénom Augustus, une manière pour lui de rappeler sa déception de n'avoir pas de fils. Pendant sa jeunesse Jeannette est appelée « Gussie »  et doit subir le déni de son père envers sa féminité. Sa mère, de son côté cache une humeur dépressive derrière son élégance et sa prévenance envers les hôtes de la maison. Ses parents se séparent, Jeannette et sa sœur Mabel (née en 1876) alternent des séjours chez leur père et leur mère. Leur éducation est faite par des gouvernantes plus ou moins compétentes.

#### Scolarité

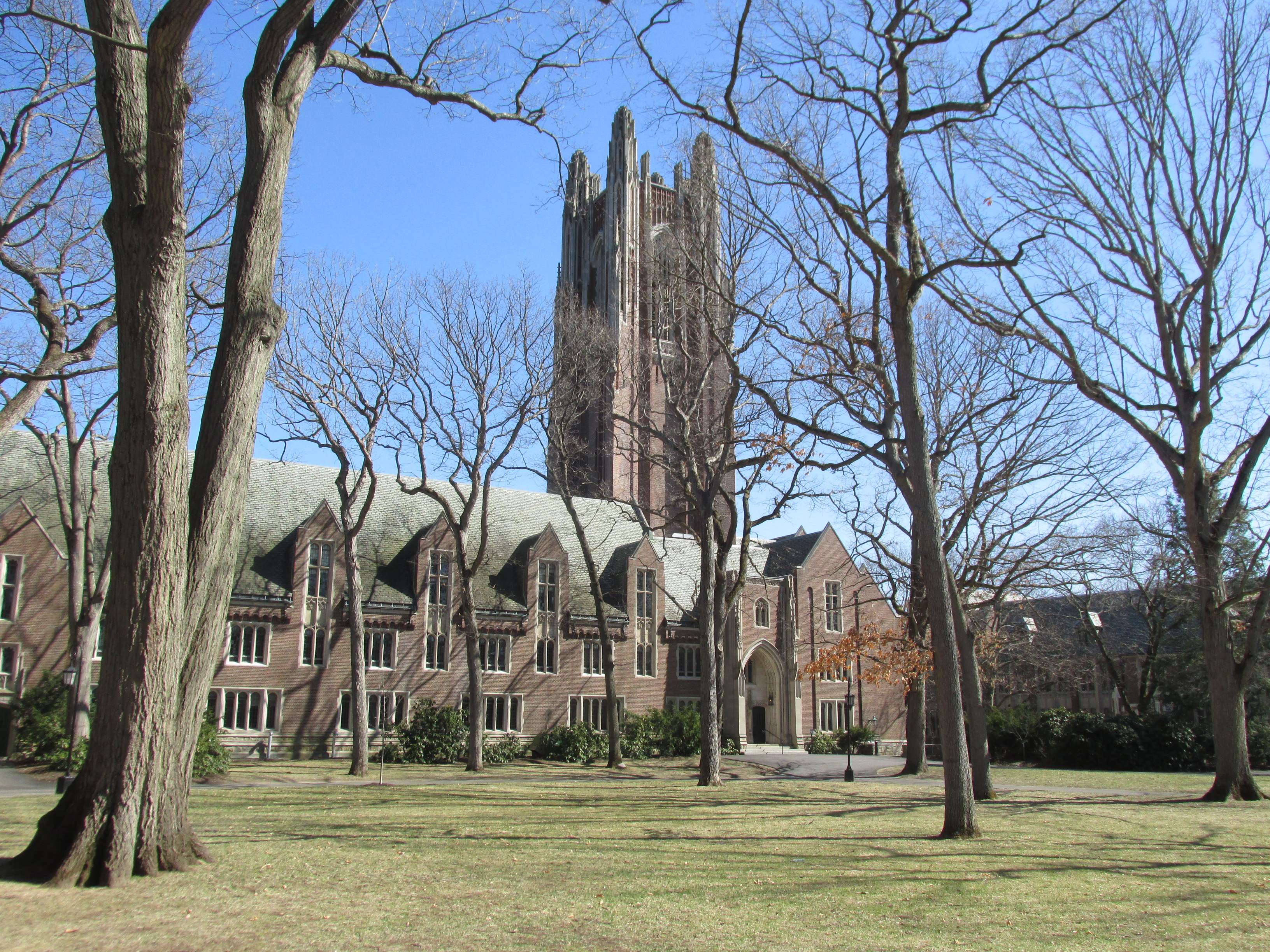
Wellesley College.

Jeannette Colwell Marks emmène ses deux filles Jeannette et Mabel en Allemagne, elles effectuent une partie de leurs études secondaires à Dresde. La jeune « Gussie » passe plusieurs étés au pays de Galles. En 1895, à ses vingt ans, ayant achevé ses études secondaires, elle est acceptée par le Wellesley College, et enfin abandonne son surnom de « Gussie » pour se faire appeler Jeannette Marks ou Mlle Marks. Elle y obtient en 1900 le baccalauréat universitaire, suivi d'un Master of Arts en 1903. Jeannette continue des recherches en littérature anglaise auprès de la Bibliothèque Bodléienne rattachée à l'université d'Oxford et du British Museum de Londres,.

#### Premiers liens avec Mary Emma Woolley

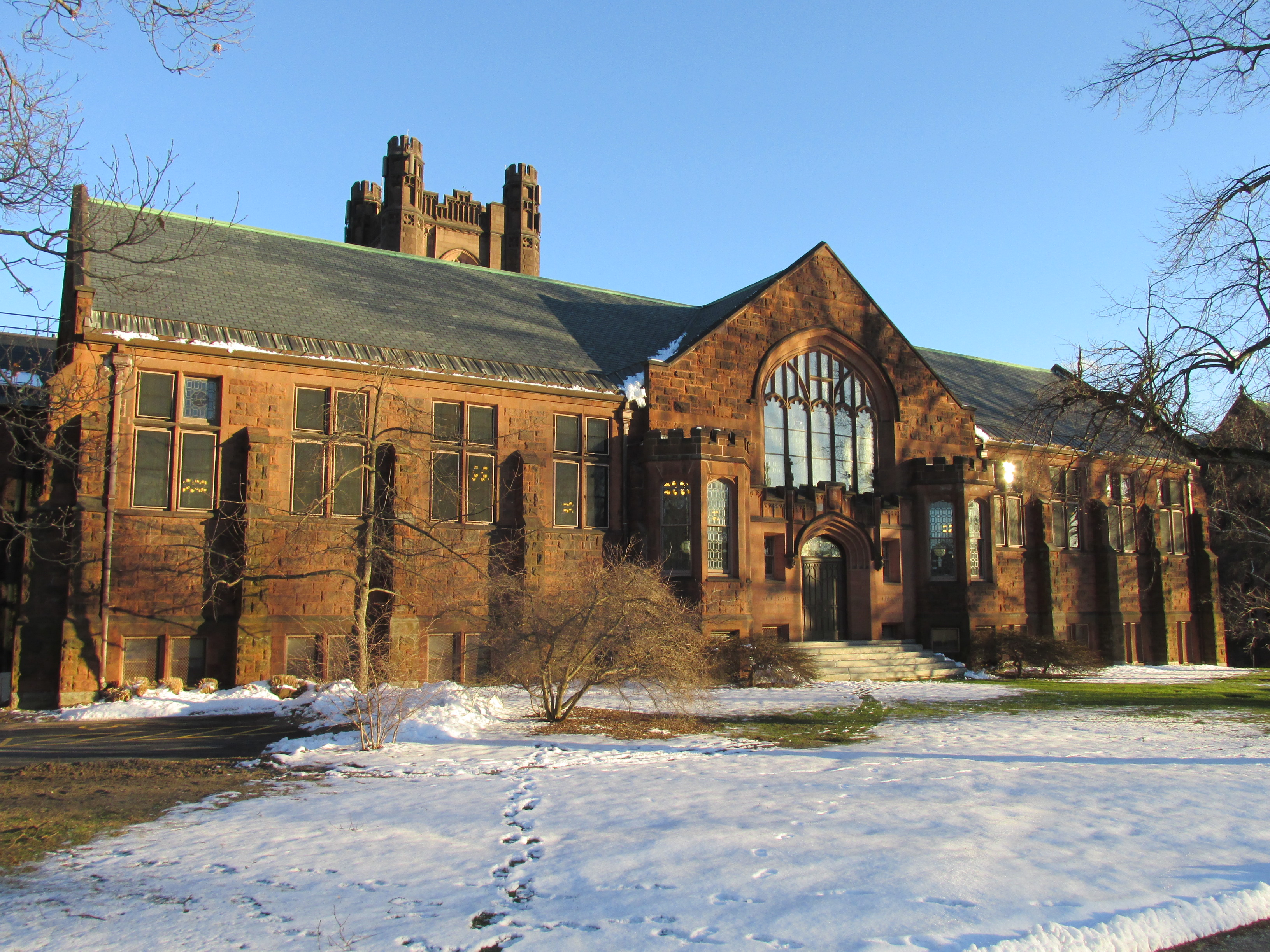
Mount Holyoke College.

Au Wellesley College, elle se lie avec des professeures telles Katharine Lee Bates, Katharine Coman, Vida Dutton Scudder, Margaret Pollock Sherwood (en), Helen Cady, ces femmes, plus âgées qu'elle, viennent combler le vide créé par le récent décès de sa mère. Jeannette Marks suit les cours d'exégèse biblique de Mary Emma Woolley. Elle est impressionnée par cette professeure qui maîtrise l'hébreu, le grec et le latin et qui se montre attentive envers ses étudiantes, qui connait leur nom sans consulter le cahier d'appel. Mary Emma Woolley établit une relation affective privilégiée envers cette orpheline et lui ouvre son domicile et même l'invite pour passer un weekend dans la résidence de ses parents à Pawtucket,.

#### Premiers écrits

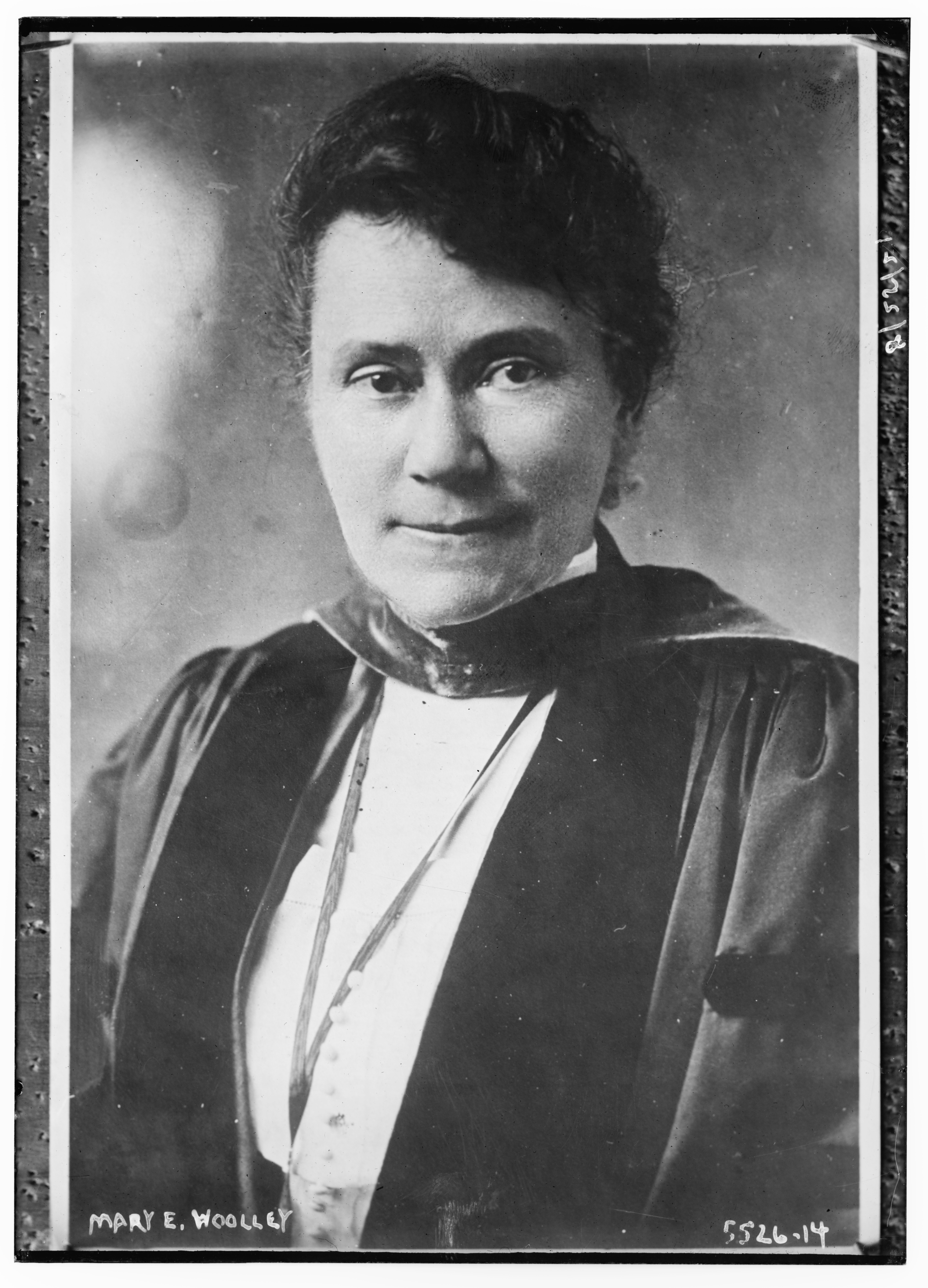
Mary Emma Woolley.

Lors de sa deuxième année d'étudiante au Wellesley College, Jeannette Marks commence à écrire des nouvelles et des poèmes pour le Wellesley Magazine. Ses récits ont une couleur lugubre, voire macabre alors que ses poèmes chantent les beautés de la nature à la manière du poème Thanatopsis (en) du poète romantique William Cullen Bryant. En 1898, elle publie un article dans la revue sportive nationale Outing, portant le titre de "Outdoor Life at Wellesley College" (Les activités de plein air au Wellesley College). Elle publie plusieurs articles pour vanter les activités du Wellesley Collège qui lui fait oublier son enfance malheureuse, pour elle c'est « un paradis terrestre ». Régulièrement, elle fait des randonnées à bicyclette et vient trouver la paix dans le cimetière de Sleepy Hollow de Concord (Massachusetts) où elle médite devant les tombes de Henry David Thoreau, Ralph Waldo Emerson, Abigail May Alcott Nieriker, Louisa May Alcott, etc.

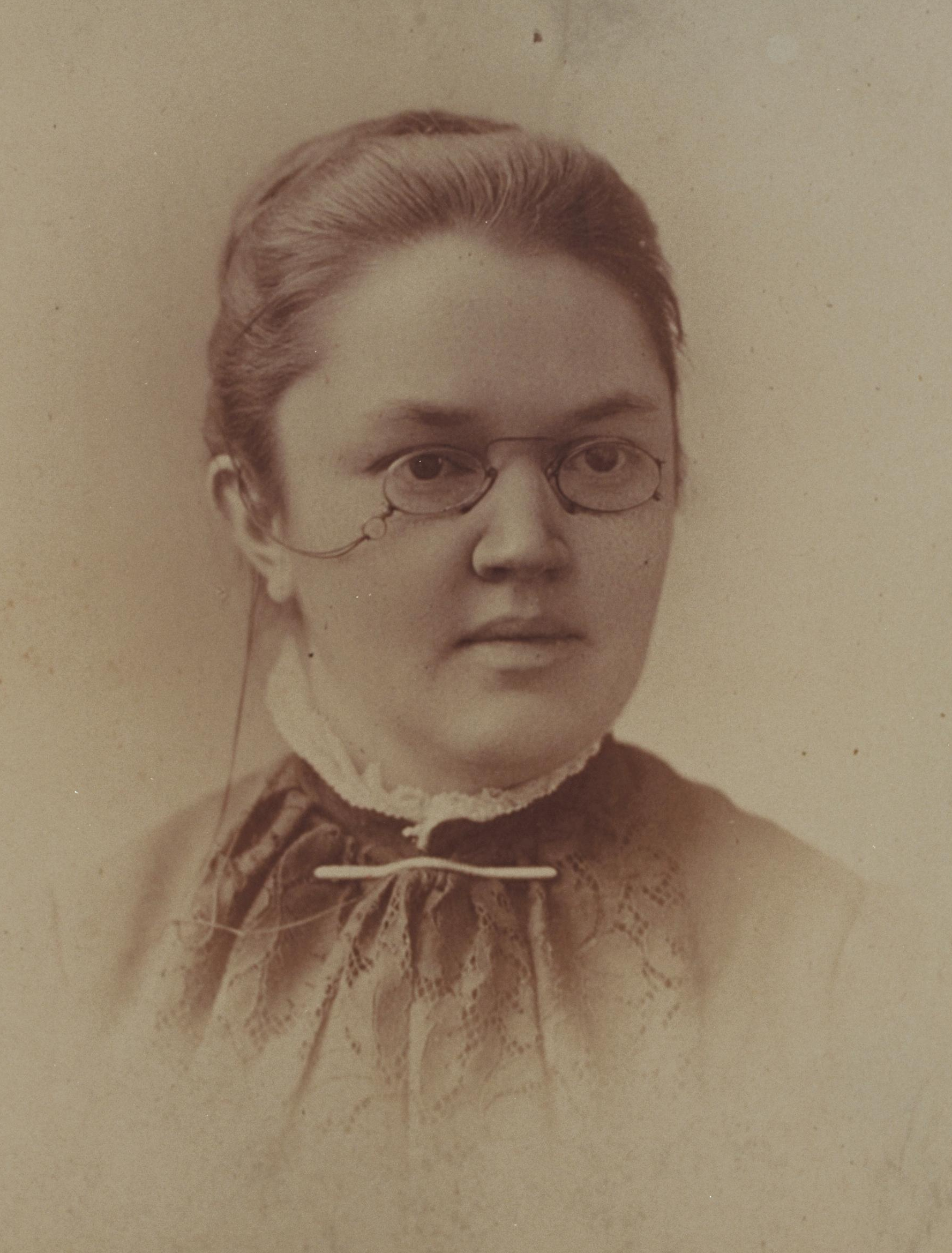
Katharine Lee Bates.

Lors de sa dernière année d'étudiante, Jeannette Marks est terrassée par la fièvre typhoïde, elle est prise en charge par le Massachusetts General Hospital puis elle passe sa convalescence à la Thoreau–Alcott House (en) de Concord puis dans une Settlement House de New York en compagnie de Vida Dutton Scudder. Elle reprend son cursus universitaire à la fin de l'année 1899, moment d'une brouille définitive avec son père. Ne bénéficiant plus de ressources financières paternelles pour terminer ses études, ses amies du Wellesley College, Katherine Lee Bates, Vida Dutton Scudder, Sophie Jewett (en) et Mary Emma Woolley, se regroupent pour l'aider à se remettre sur pied, continuer ses études et lui trouver du travail pour qu'elle trouve son indépendance. C'est à l'occasion de la longue séparation liée à l'hospitalisation puis à la convalescence de Jeannette Marks que Mary Emma Woolley réalise son profond attachement affectif à celle-ci, combien elle lui manquait.
En décembre 1899, plusieurs propositions sont offertes à Mary Emma Woolley, alors qu'elle prépare un doctorat (PhD) qu'elle soutiendrait à l'université Brown, cette dernière lui propose de diriger le nouveau collège universitaire pour femmes et de l'autre côté, le Mount Holyoke College, établissement universitaire pour femmes fondé par Mary Lyon, la sollicite pour qu'elle en soit sa nouvelle présidente pour remplacer Elizabeth Storrs Mead. Après des hésitations, Mary Emma Woolley accepte officiellement l'offre du Mount Holyoke College le 15 janvier 1900. Cela remettait en question sa relation avec Jeannette Marks, il lui était impossible d'y mettre fin, aussi en mars 1900, Mary Emma Woolley et Jeannette Marks s'engagent mutuellement, se font une déclaration d'amour exclusif. Amour qui durera jusqu'au décès de Mary Emma Woolley le 5 septembre 1947,.
En septembre 1900, Jeannette Marks commence un travail de recherche pour obtenir un diplôme de littérature anglaise. Pendant ce temps, Mary Emma Woolley, embarque pour la Grande-Bretagne avec sa cousine Helen Ferris, pour un séjour de trois mois pour approfondir ses connaissances en matière de pédagogie mais aussi pour visiter le pays. De retour, Mary Emma Woolley, commence son mandat de présidente le 1er janvier 1901, devenant ainsi, à 38 ans, l'une des plus jeunes présidents d'université américaine,,,.

### Carrière universitaire

#### Mount Holyoke College
Mary Emma Woolley se demande comment trouver un poste pour Jeannette Marks, la difficulté étant de lui trouver un poste qu'elle accepterait. Finalement, le 15 janvier 1901 Jeannette Marks accepte un poste d'assistante de littérature anglaise malgré une autre proposition du Wellesley College. L'argument décisif fut l'annonce de Mary Emma Woolley que le Mount Holyoke College enrichirait sa bibliothèque. Les premiers cours sont difficiles car les étudiantes ne sont point préparées à l'étude de Shakespeare, Milton et autres auteurs pré-shakespeariens ou de l'ère élisabéthaine. Cela ne la décourage pas, elle se lance dans un plan d'études pour que ses étudiantes puissent accéder à la compréhension de ces œuvres.

#### Un vent de réforme
Jeannette Marks va être aux côtés de la réforme du Mount Holyoke College. Mary Emma Woolley y lance un programme de réforme du collège pour le hisser au niveau des meilleurs collèges américains du XXe. Lors de son discours d'inauguration, Mary Emma Woolley annonce que si les femmes ont droit à un niveau de formation égal à celui des hommes, c'est nécessaire mais non suffisant. Elle souhaite que les diplômées du Mount Holyoke College puissent mener une vie professionnelle à la fois enracinée dans la réalité et guidée par des valeurs, et plus particulièrement celle du bien public (certains traducteurs compétents parleraient de bien commun ou de l’Intérêt public). Elle formule l'espoir que les diplômées iront partout « parmi toutes les personnes de toutes sortes, de toutes conditions, dans les endroits les plus désolés de la terre, dans les bidonvilles de nos villes, dans les endroits du lointain Orient...dans les coins les plus reculés, les moins desservis. ». Tout au long de sa présidence, elle fera l'objet de critiques véhémentes, notamment que le Mount Holyoke College formait des femmes inaptes aux travaux domestiques. Elle refusait de répondre pour savoir si oui ou non, le collège avait pour mission de former de meilleures épouses et de meilleures mères, en revanche, elle faisait remarquer qu'on se posait rarement la question quant à savoir si les universités formaient des hommes capables d'assumer leurs devoirs familiaux. Quand l'enseignement des arts ménagers devint un cours à la mode pour les étudiantes des collèges américains, Mary Emma Woolley rétorqua que le but d'un établissement universitaire n'était pas d'apprendre à cuisiner ou à faire le ménage mais de préparer ses étudiants à améliorer la société par l'ouverture d'esprit,.

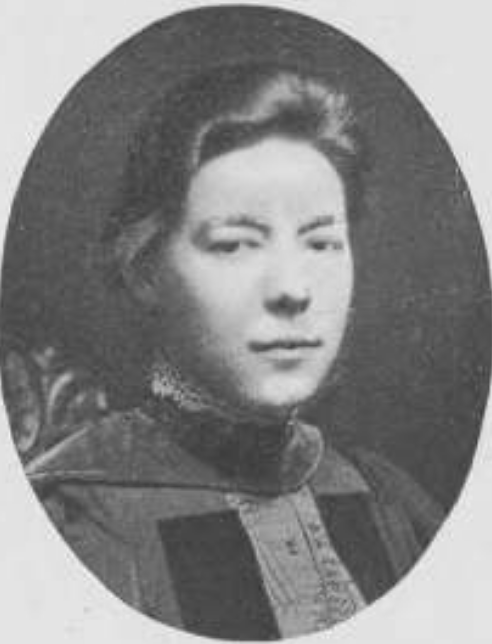
Elizabeth Laird (1910)

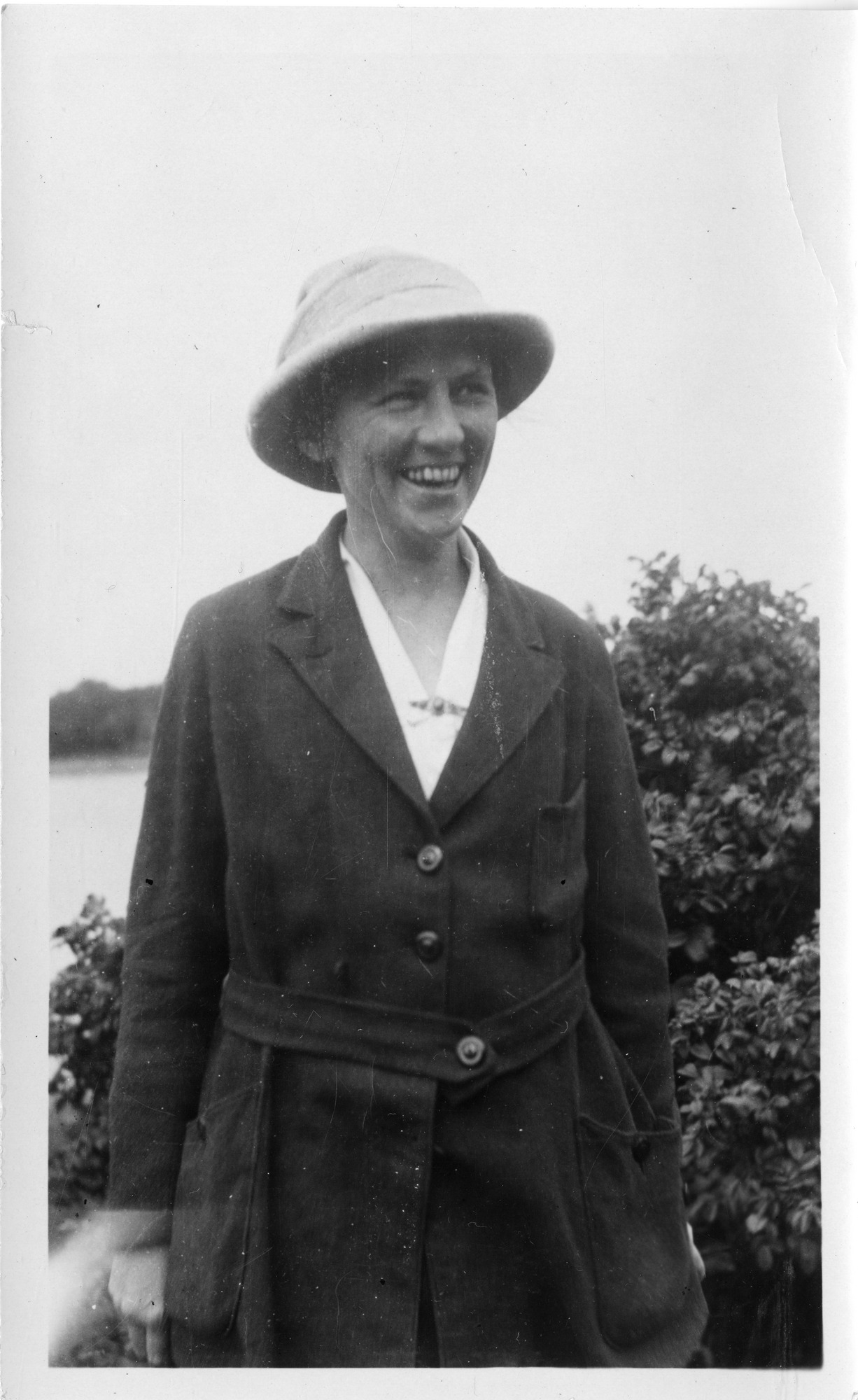
Ann Haven Morgan.

Mary Emma Woolley commence par le cœur du problème, pour élever le niveau du collège, elle augmente le salaire des professeurs afin d’attirer et de conserver les meilleurs. Ce qui lui permet d'embaucher des professeures venues d'universités prestigieuses comme celles de l'université Yale, de l'université Cornell, de l'université de Chicago, du Collège Bryn Mawr. Parmi les nouvelles venues, on peut citer : Elizabeth Laird, Nellie Neilson (en), Dorothy Foster, Ellen Deborah Ellis (en), Bertha Putnam (en), Amy Hewes (en), Alma Grace Stokey, Mignon Talbot, Ann Haven Morgan et bien d'autres qui vont participer à la renommée du Mount Holyoke College. Mary Emma Woolley incite ses enseignantes les moins diplômées à prendre des congés rémunérés pour obtenir des diplômes supérieurs. En 1911, le collège compte 90 enseignants, soit le double de 1901, et 34 d'entre eux sont titulaires d'un doctorat. Pour encourager la créativité et l'innovation, elle laisse aux professeurs la liberté de créer de nouvelles thématiques d'études. Pour stimuler l'ouverture des étudiantes, elle invite des personnalités extérieures à donner des conférences au sein de l'établissement. Mary Emma Woolley, a fait du Mount Holyoke College non seulement un établissement universitaire de référence mais aussi un centre de femmes enseignantes-chercheuses,,.
Mary Emma Woolley diversifie les filières, à celles des humanités, elle ajoute des filières scientifiques et de sciences sociales. Le nombre de crédits de formation pour obtenir un baccalauréat universitaire (niveau licence) passe à 120, surpassant ainsi les exigences pédagogiques du College Vassar, exigences égales à celles du Collège Bryn Mawr dirigé par Martha Carey Thomas.
En 1905, une section de la fraternité Phi Beta Kappa est créée au Mount Holyoke College, Mary Emma Woolley est reconnue et admise à siéger au sein d'association universitaires prestigieuses, parmi lesquelles la Rhodes Island Society for the Collegiate Education of Women, l'American Board of Commissioners for Foreign Missions, le College Board (en), l'American Association of University Women, les Daughters of the American Revolution, l'American Woman Suffrage Association,.
Elle est également invitée à prendre la parole lors de divers événements universitaires, faisant ainsi rayonner le prestige du Mount Holyoke College.
La valorisation des cursus permet au Mount Holyoke College de joindre le programme de la Fondation Carnegie pour la promotion de l'enseignement qui vient d’être fondée en 1905 qui a pour mission de financer des innovations pédagogiques et d'attribuer des bourses d'études aux étudiants.
La carrière de Mary Emma Woolley continuera son ascension. Un discours prononcé au Peace Congress of Women du 16 avril 1907 la fait élire vice présidente de l'American Peace Society, dans cette année de 1907, elle est élue sénateur de la fraternité universitaire Phi Beta Kappa et administratrice du bureau national de la Young Women's Christian Association (YWCA).

#### La titularisation
Pendant cette réforme du Mount Holyoke College, Mary Emma Woolley tient toujours compte de l'avis de Jeannette Marks, en 1902, cette dernière s'interroge sur la durée de sa présence au sein de l'établissement, car elle souhaite se lancer dans une carrière d'écrivaine pour la jeunesse et de journaliste. Sachant le poids de Jeannette Marks pour soutenir les réformes, Katherine Lee Bates et Vida Dutton Scudder l'encouragent à mener de front les deux carrières, c'est ainsi qu'elle reprend ses activités d'enseignante.
Le 21 juin 1904, le conseil d'administration du Mount Holyoke College titularise Jeannette Marks en tant que professeur associé avec un salaire de 800 $ par an.
En juin 1909, Jeannette Marks emménage dans une nouvelle résidence en compagnie d'Helen Cady, demeure construite par le Mount Holyoke College qui a l'avantage d'être suffisamment éloignée pour bénéficier d'un silence propre à l'écriture, calme tel que Jeannette Marks surnomme cette maison "Attic Peace".
Son salaire annuel est passé de 850 $ annuels à 1 250 $ annuels, augmentation qui lui permet de couvrir les frais de location, d'énergie et d’entretien de l'Attic Peace.
En 1921, Mary Emma Woolley la nomme directrice du département de littérature anglaise avec un salaire annuel de 2 000 $ malgré les réticences des autres professeures. Mary Emma Woolley a su compter à juste titre sur les capacités de Jeannette Marks et de fait, de retour d'un voyage d'études en Chine qui a duré six mois, elle constate qu'elle a su prendre en main la direction des études en littérature anglaise. Prise en main qui a fait oublier auprès de ses collègues une nomination qui avait été perçue comme un acte de favoritisme,.

#### Une double carrière
Bien que Jeannette Marks ait déjà publié une douzaine de livres et un peu plus d'une centaine d'articles, de poèmes, de nouvelles dans plusieurs magazines, qu'elle fasse partie de la Poetry Society of America et la récente Authors Guild, elle ne peut toujours pas vivre de sa seule plume, elle a besoin de son salaire annuel de 1 400 $ en tant que professeure du Mount Holyoke College. Ce qui lui attire des jalousies, certaines de ses collègues voient en elle un favoritisme de Mary Emma Woolley, indifférente aux remous des commérages. La plus remontée est Carrie Harper qui vient régulièrement la remplacer lorsqu'elle se retire pour écrire. Elle devient le bouc émissaire de plusieurs de ses collègues, un souffre-douleur, un mal inévitable.

#### LesRoaring Twenties

##### Un voyage en Chine et la nomination au poste de directrice du département de littérature anglaise
Au printemps 1921, Mary Emma Woolley accepte de siéger à la China Educational Commission (Commission de l'éducation en Chine) établie par la Foreign Missions Conference of North America (Conférence des missions étrangères de l'Amérique du Nord) pour examiner les programmes des écoles missionnaires chrétiennes implantées en Chine. Cette invitation montre la réputation du Mount Holyoke College. Mary Emma Woolley fait son possible pour que Jeannette Marks l'accompagne en Chine, mais ce n'est pas faisable car Jeannette Marks devrait abandonner son nouveau poste de directrice du département littérature anglaise aussi Mary Emma Woolley embarque seule pour la Chine le 12 août 1921. Après des escales au Japon et en Corée, elle arrive à Mukden (aujourd’hui Shenyang) le 12 septembre 1921 pour se mettre en route vers Pékin. Arrivée le lendemain, elle est invitée à une garden-party au Palais d'été de Pékin, cérémonie organisée par la Chambre de commerce de Pékin et la Banker's Association of Peking pour célébrer l'inauguration de la faculté de médecine. En rencontrant des enseignants, elle se rend compte des difficultés à transmettre la culture selon les paradigmes occidentaux. elle se rend également à la Boone University (renommée Huachung University (en) en 1929) de Wuhan où elle est invitée par d'anciennes étudiantes du Mount Holyoke College. Elle continue son périple vers Shanghai. Elle travaille pendant six semaines avec un thème limité comment transmettre une éducation universitaire de type américain pour répondre aux besoins des jeunes hommes et jeunes femmes chinois. Les recommandations étant achevées, le 20 janvier 1922, elle reprend le bateau pour rejoindre les États-Unis.
À son retour bien des choses ont changé durant son absence de 6 mois, la plus remarquable, c'est l'investissement de Jeannette Marks qui a su prendre en main la direction des études en littérature anglaise. Prise en main qui a fait oublier auprès de ses collègues une nomination qui avait été perçue comme un acte de favoritisme de la part de Mary Emma Woolley.

### Carrière littéraire (1902-1914)

#### Les débuts
En 1902, Jeannette Marks publie son premier livre, un essai au titre de A Brief Historical Outline of English Literature From the Origins to the Close of the Eighteenth Century, dédicacé à Mary Emma Woolley qui est une présentation de ses différentes conférences avec les sources utilisées. Puis elle reprend ses études au Wellesley College pour rédiger la thèse de son Master of Arts. En décembre 1902, elle publie deux articles Domestic Work in Women's College (Les arts ménagers dans les Collèges pour femmes) et Society Life in Women's College (La vie sociale dans les Collèges pour femmes) qui sont des apologies des réformes entreprises par Mary Emma Woolley et qui pose le problème de la place des femmes dans la société et réclame l'égalité du droit à l'instruction.
Jeannette Marks acquiert peu à peu une notoriété en tant qu'écrivaine, ses nouvelles pour enfants sont publiées par des revues telles que Churchman (en) ou le The Youth's Companion (en) ainsi que ses articles par des journaux comme Metropolitan, Atlantic Monthly et autres. Ses revenus liés à sa plume ne lui permettent pas de se passer de son salaire versé par Mount Holyoke College (750 $ annuel de l'époque) ou de quitter la résidence des enseignants pour avoir son propre appartement qu'elle pourrait partager avec Mary Emma Woolley. Par ailleurs pour être titularisée, il lui est nécessaire d'obtenir un Master of Arts, qu'elle a commencé au Wellesley College, or sa carrière d'écrivaine et de professeur rendent la finalisation de sa thèse difficile, comme le lui signale Katherine Lee Bates. Pour trouver une solution Mary Emma Woolley lui offre un congé de 6 mois. Elle obtient son Master of Arts en juin 1903 et reprend son poste au Mount Holyoke College.

#### Un tournant

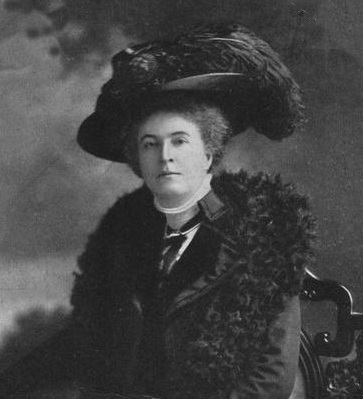
Ethel Arnold (1910)

1904, marque un tournant dans sa carrière lorsque le New England Magazine (en), revue à dimension nationale, achète sa nouvelle Toedium Vitae.
Le 25 juin 1904, elle part prendre des vacances en Europe. À Londres, elle se lie d'amitié avec l'auteure Ethel Arnold, qui lui fait connaitre divers auteurs britanniques dont, entre autres, John Henry Newman, Charles Kingsley, Arthur Hugh Clough, Alfred Tennyson, Thomas Henry Huxley, William Wordsworth.
En mai 1905, la revue Outlook édite sa première nouvelle Mors Triomphans, la première d'une trilogie de nouvelles ayant pour lieu le pays de Galles, en août 1905, le New England Magazine publie une autre nouvelle de Jeannette Marks, The New Trustee, dont la parution est faite après la mort de la mère de Mary Emma Woolley, événement qui va perturber la relation entre les deux femmes jusqu'à la limite de la rupture ; ce qui amène Jeannette Marks à s'interroger sur leur liaison. Durant l'année 1905, Jeannette Marks est déchirée entre son orientation sexuelle et le rejet moral envers le lesbianisme. Alors que de son côté Mary Emma Woolley assumait pleinement son lesbianisme et malgré les difficultés liées à ce genre de relation amoureuse, son amour pour Jeannette Marks ne lui posait aucune question. Malgré ces tensions Jeannette Marks passe l'été chez Mary Emma Woolley à Pawtucket.

#### La reconnaissance
À partir de 1906, les articles de Jeannette Marks font l'objet de recensions et de conseil de lecture dans diverses universités américaines (Barnard, Vassar, Chicago, Massachusetts Institute of Technology, Yale, etc.) et européennes (Berlin, Paris, Cambridge).
En 1909, son recueil de nouvelles Through Welsh Doorways est édité par les prestigieuses éditions Houghton Mifflin Company, qui recueille des critiques favorables venant des revues et journaux tels que le New-York Times, The Book Review Digest, l'Atlantic Monthly, The Literary Digest (en) et autres magazines. La même année, elle publie chez Harper & Brothers un second livre pour enfants Little Busybodies The Life of Crickets, Ants, Bees, Beetles, and Other Busybodies, où elle a bénéficié des connaissances de Julia Moody, une professeure de zoologie au Mount Holyoke College. La réception du livre étant bonne, les éditions Harper & Brother publie en 1910 un autre livre pour enfant A holiday with the birds, avec des illustrations du naturaliste et ornithologue Chester A. Reed. La même année plusieurs magazines publient ses poèmes, son nom est maintenant connu dans le milieu de l'édition ce qui facilite la vente de ses œuvres.
En 1911, elle publie son premier roman The End of a Song chez Houghton Mifflin qui bénéficie de critiques positives émanant aussi bien du New York Times que du Literary Digest; ce livre reçoit le prix Welsh National Theater et pour la première fois son nom apparaît dans le Who's Who. La même année, elle publie A Girl's Student Days and After, avec une introduction rédigée par Mary Emma Woolley, il s'agit d'un recueil d'articles et d'essais parus auparavant dans une édition du Girls Companion et du magazine pour enfants Harper's Young People (en).

#### Un nouveau tournant
En 1913, Jeannette Marks publie son second roman Leviathan: The Record of a Struggle and a Triump, qui narre la relation entre un jeune professeur et sa fiancée liée à son addiction à l'opium, sa descente aux enfers, les difficultés de son sevrage et enfin sa réhabilitation. Le roman est mal reçu par la critique qui y voit davantage un brûlot contre la drogue qu'un roman. En revanche son livre est salué par les familles touchées par la drogue qui lui envoient des lettres pour exposer leurs douleurs, courriers auxquels Jeannette répond un par un. La réputation de son livre dans le milieu des familles éprouvées par la drogue fait qu'elle est appelée à présenter son livre et à en discuter auprès de l'American Public Health Association (en). C'est un succès inattendu.
En 1916, sa nouvelle The Sun Chaser publiée par la Pictorial Review (en) est sélectionnée par Edward Joseph Harrington O'Brien (en) pour figurer dans son anthologie The Best Short Stories of 1916, nouvelle sur fond d'alcoolisme, de déchéance, de pauvreté de style à la fois réaliste et symbolique,.
Le succès de Sun Chaser marque une orientation quant aux centres d'intérêts de Jeannette Marks, à savoir les effets des addictions à l'alcool et aux drogues, orientation commencée par la publication de son roman Leviathan en 1913. Elle écrit différents articles sur le sujet dans des revues telles que The Yale Review et la North American Review. Si elle reconnait le pouvoir de stimulation des drogues sur l'imagination, en revanche, contrairement à Thomas de Quincy, elle n'est pas ambivalente, elle désapprouve les effets de la drogue tant sur le plan de la dégradation morale que physique.

### Carrière littéraire (1920-1938)
En 1921, paraît Willow Pollen, un recueil des divers poèmes de Jeannette Marks publiés auparavant dans diverses revues Poetry, The Bookman, The Forum (en), The Nation, The New Republic, North American Review. Jeannette Marks reste en dehors du mouvement poétique lié aux Roaring Twenties, c'est pourquoi Harriet Monroe n'inclue aucun poème de Jeannette Marks dans son anthologie The New Poetry, elle ne publiera plus de poèmes,.

#### Des études sur l'homosexualité considérée comme tabou

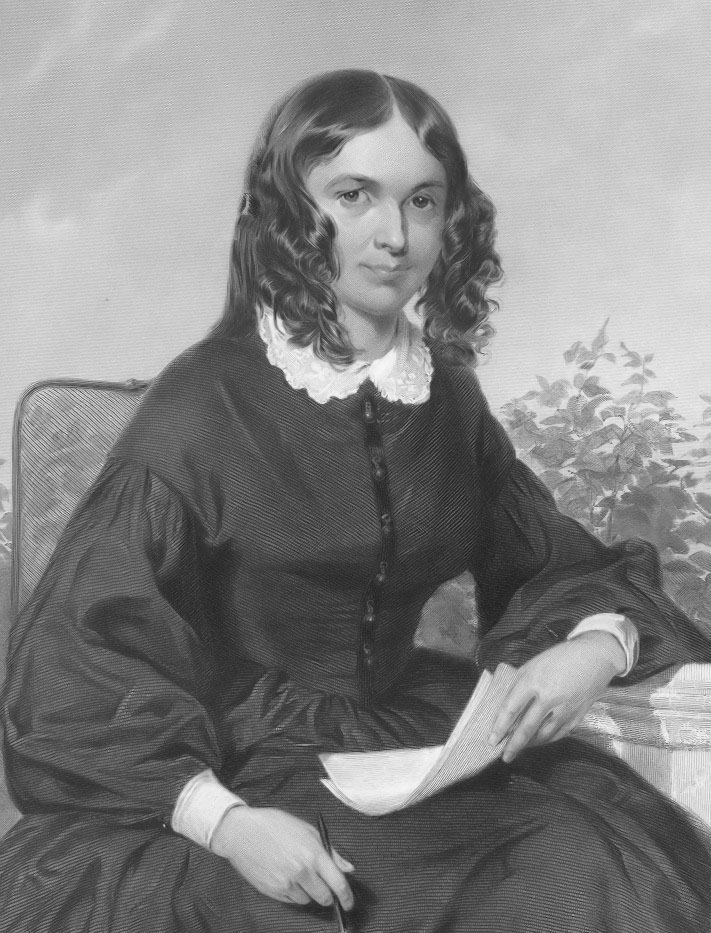
Elizabeth Barrett Browning.

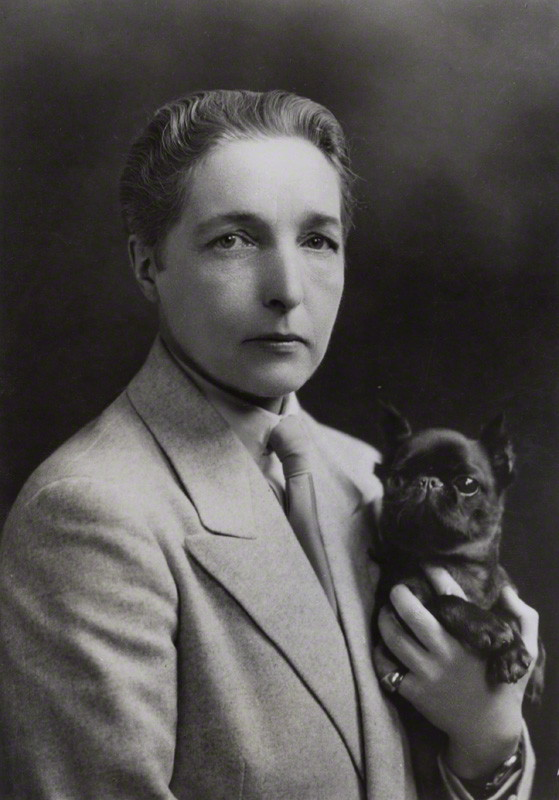
Radclyffe Hall.

En 1925, l'essai de Jeannette Marks Genius and Disaster est publié. Son essai aborde les effets de la drogue sur l’œuvre d'auteurs anglophones tels que Edgar Poe, Algernon Swinburne, Samuel Coleridge, James Thomson, Francis Thomson, Elizabeth Barrtett Browning, etc. La critique et bonne, son intérêt est tel que plusieurs chapitres sont repris au sein de revues universitaires comme The Yale Review et la North American Review. Ses remarques recueilleront un intérêt auprès des étudiants et même de médecins et retrouveront une actualité dans les années 1970.
Le docteur Arthur Jacobson, qui lui aussi a écrit sur la drogue, dédicace son livre Genious : Somes Reevaluation à Jeannette Marks, il s'ensuit une longue correspondance entre eux. Elle rassemble des données sur l'homosexualité, les transmet à Arthur Jacobson avec ses réflexions. Il l'encourage à rédiger un essai sur le sujet en étudiant la vie d'artistes notoirement homosexuels, mais le projet ne verra pas le jour. L'homosexualité reste un tabou, il faut attendre 1928 pour qu'un roman lesbien paraisse aux États-Unis, Extraordinary Women (novel) (en) de Compton Mackenzie, ce roman est accepté parce qu'il présente le lesbianisme de façon satirique et comme une douce perversion. La même année paraît un autre roman lesbien Le Puits de solitude de la romancière britannique Radclyffe Hall qui lui aussi est toléré car il présente les lesbiennes comme des victimes d'une anomalie génétique envers qui il faut avoir de la compassion.

#### Le Laboratory Theatre
En 1928, Jeannette Marks crée dans un dépôt désaffecté le Laboratory Theatre du Connecticut, un atelier d'art dramatique indépendant de celui du Mount Holyoke College qui sera à l'usage de ses seuls étudiants. Pour construire son projet, elle fait appel à des dons, en 1929, elle a pu collecter la somme de 25 000 $ ce qui lui permet de faire les aménagements nécessaires. Elle supervise elle-même les travaux de construction et veille qu'il puisse bénéficier de tous les équipements modernes. Les trois premières représentations commencent au printemps 1929 : Soup de Constance Meadnis Saintonge, Die Keppel de Katherine Patrick, Black Wing de Bertha Gillepsie. Dans les plaquettes des programmes Jeannette Marks se présente comme, directrice, superviseuse des textes et électricienne. Elle utilise les dernières techniques d'éclairage de scène par des projecteurs de diverses couleurs,,.

#### La famille Browning
Jeannette Marks avait en 1925, consacré son livre Genius and Disaster sur les effets de la drogue sur l'œuvre de plusieurs écrivains dont Elizabeth Barrett Browning, elle veut s'attarder sur la famille de la poète pour mieux comprendre les facteurs qui conduisent à la consommation de morphine. Elle se lance dans une longue enquête, jusqu'à se rendre en Jamaïque, où réside le major général Alfred Moulton Barrett, étude qui est finalisée par la publication de The Family of the Barrett: A Colonial Romance en 1938, livre qui sera son dernier.

### Engagements socio-politiques

#### Le National Woman's Party
Bien que la question du droit de vote des femmes soit un tabou à l'intérieur du Mount Holyoke College, Jeannette Marks s'engage en 1913 au National Woman's Party (NWP) et en devient l'une des organisatrices. Elle participe à plusieurs marches, comme les parades de Hartford et de Springfield.

#### La Première Guerre Mondiale
Lors d'une réunion du NWP, qui se tient au début du conflit, Jeannette Marks s'oppose à la ligne pacifiste exprimée par Mary Emma Woolley : « Vos pacifistes sont des sentimentalistes, vous baissez les bras devant les hyènes de l'Allemagne. Croyez-vous qu'il soit temps de parler de paix ? À la violence il n'y a rien d'autre à opposer que la violence. » Bien des membres du NWP la rejoindront quelques années plus tard. Mais pour l'heure, la majorité rejoint l'opinion de Mary Emma Woolley, les militantes du NWP étaient convaincues que les femmes étaient les gardiennes de la vie, de leurs capacités à préserver la vie et les valeurs qui y sont attachées bien mieux que les hommes.
Mary Emma Woolley s'engage pour la paix de façon intense, en 1914, elle est une des fondatrices de la Church Peace League of America, en 1916 elle adhère à différentes organisations pacifistes : l'American League to Limit Armaments, le Boston Women's Peace Party, la Central Organization for Durable Peace (en) de La Haye, la Church Peace Union, la Peace Emergency Committee for Massachusetts et enfin elle est élue vice-présidente de la League to Enforce Peace (en). Face à l'entrée probable en guerre des États-Unis et les craintes de manque de ressources, Mary Emma Woolley est à l'initiative d'une alliance entre plusieurs établissements universitaires pour femmes le Mount Holyoke College, le Vassar College, le Wellesley College et le Smith College, association qui donnera naissance aux Sept Sœurs (universités).
De son côté Jeannette Marks s'investit dans le droit de vote des femmes, aux cycles de lectures poétiques qui se tiennent sous les auspices du département de littérature anglaise du Mount Holyoke College et à ses travaux d'écriture. En 1915, sont édités ses Early English Hero Tales, une série de nouvelles destinée à un jeune public. Elle tient une conférence avec le comédien et acteur de cinéma John Barrymore. Ses revenus lui permettent de promettre qu'elle pourra offrir une automobile à Mary Emma Woolley, mais ce n'est pas arrivé, Mary Emma Woolley se contentera d'une Dodge prêtée par le fils de son épicier.
Jeannette Marks invite de nombreux poètes aux cycles de lectures, au printemps 1916, Robert Frost, Grace Conkling, Katherine Lee Bates y viennent lire leurs poèmes et y faire des conférences auprès des étudiantes du Mount Holyoke College. Deux années plus tard, la réputation des cycles de lectures du Mount Holyoke College n'est plus à faire pour la plus grande satisfaction de Jeannette Marks.

#### L'affaire Sacco et Vanzetti

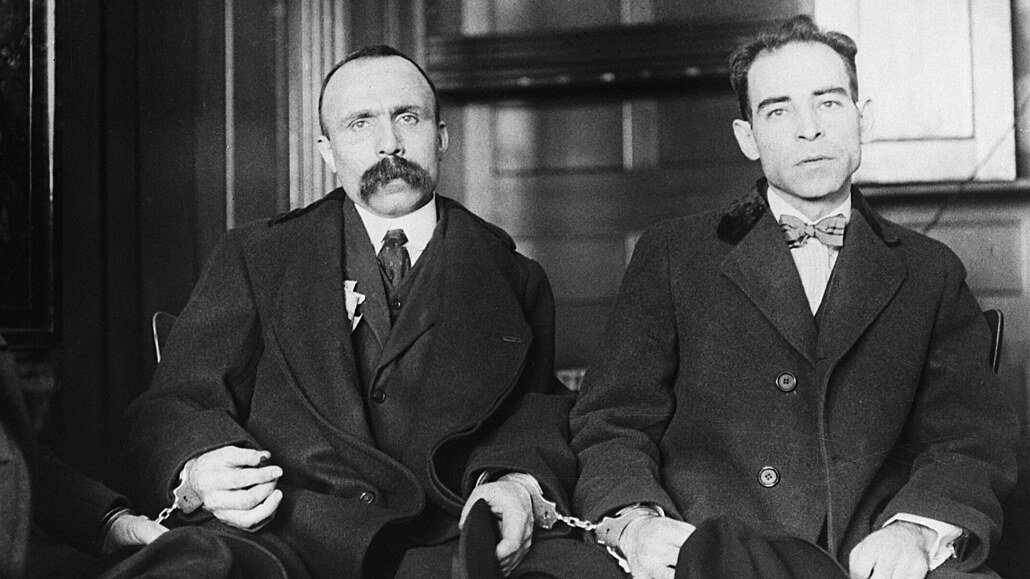
Sacco et Vanzetti.

En 1927, Jeannette Marks rencontre Sacco et Vanzetti, deux migrants fraîchement venus de leur Italie natale sont arrêtés pour vols et meurtres à Braintree dans l'État du Massachusetts. C'est le début d'un long procès qui va durer pendant sept ans jusqu'à son dénouement tragique, l’exécution des deux inculpés sur la chaise électrique,. Jeannette Marks s'engage aux côtés de Felix Frankfurter, Heywood Broun, Walter Lippmann, Max Eastman, John Dos Passos, Sinclair Lewis, Lincoln Steffens, Mary Heaton Vorse, et d'autres. dans la défense de Sacco et Vanzetti, elle donne plusieurs conférences au Mount Holyoke College. Lorsque la condamnation à mort est confirmée, elle rejoint les collectifs de défense sur place. Lors des funérailles des deux condamnés elle est participe au cortège de protestation.
En 1929, elle publie Thirteen Days qui est un compte-rendu du travail accompli par le comité de défense durant les dix jours précédant les exécutions.

### Vie privée

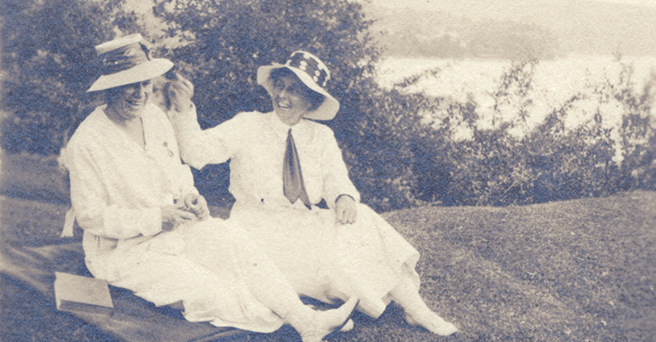
Jeannette Augustus Marks et Mary Emma Wooley

En janvier 1914, William Dennis Marks décède au Champlain Valley Hospital de New York sans s'être réconcilié avec sa fille. La correspondance de Jeannette Marks n'est pas précise, voire manquante sur l'incidence de l’événement sur sa vie et si elle a été mise au courant de l'hospitalisation de son père et si elle a voulu ou non l'assister à son chevet malgré un hiver rigoureux rendant les déplacements difficiles. Avec l'argent de son héritage, elle rachète la maison de son enfance et entreprend un programme de restauration de la propriété et la rebaptise la « Fleur de Lys ». Elle y passera régulièrement des étés avec Mary Emma Woolley.
Jeannette Marks a eu qu'une seule relation de couple, celle avec Mary Emma Woolley. Leur union durera jusqu'au décès de Mary Emma Woolley. Cette dernière est victime en 1944 d'une hémorragie cérébrale qui provoque une paralysie partielle la confinant dans un fauteuil roulant, Jeannette Marks la prend en charge et lui donne l'attention et les soins nécessaires. En 1947, à l'âge de 84 ans Mary Emma Woolley décède des suites d'une attaque cardiaque dans leur résidence la « Fleur de Lys » de Westport,.
Jeannette Marks meurt le 15 mars 1964 à l'âge de 88 ans dans sa demeure. Elle est inhumée au Hillside Cemetery de Westport, dans l'État de New York,.

## Œuvres
Ses œuvres ont été rééditées ces dernières années sous forme de fac-similé.

### Correspondance
- (en-US) Jeannette Marks, Life and Letters of Mary Emma Wooley, Public Affairs Press, 1955, 300 p. (ISBN 9781258028381),

### Critiques littéraires
- (en-US) A Brief Historical Outline of English Literature From the Origins to the Close of the Eighteenth Century, Pawtucket, Rhodes Island, J. W. Little & company, 1902, 88 p. (lire en ligne),
- (en-US) English pastoral drama from the restoration to the date of the publication of the "Lyrical ballads" (1600-1798), Londres, Methuen & company, 1908, 292 p. (lire en ligne)

### Essais
- (en-US) A Girl's Student Days and After  (préf. Mary Emma Woolley), Fleming H. Revell company, 1911, 138 p. (lire en ligne)
- (en-US) Courage today and tomorrow, New York, The Womans Press, 1919, 140 p. (OCLC 31898880),
- (en-US) Genius and Disaster, Studies on in Drugs and Genious, New York, Adelphi Company, 1925, 204 p. (lire en ligne),
- (en-US) Thirteen Days : On the trial and execution of N. Sacco and B. Vanzetti, New York, Albert & Charles Boni, 1929, 158 p. (OCLC 562337974, lire en ligne),

### Littérature pour enfants, contes et nouvelles
- (en-US) The Cheerful Cricket and Others  (ill. Edith Brown), Boston, Maynard and Co, 1907, 138 p. (lire en ligne),
- (en-US) Through Welsh doorways, Boston & New-York, Houghton Mifflin Company, 1909, 275 p. (lire en ligne),
- (en-US) Little busybodies; the life of crickets, ants, bees, beetles, and other busybodies, New York & Londres, Harper & brothers, 1909, 205 p. (lire en ligne),
- (en-US) A holiday with the birds  (ill. Chester A. Reed.), New York & Londres, Harper & Brothers, 1910, 211 p. (OCLC 2570630),
- (en-US) Gallant little Wales, Boston & New York, Houghton Mifflin Company, 1912 p. (lire en ligne),
- (en-US) Vacation camping for girls, New York & Londres, D. Appleton and company, 1913, 252 p. (lire en ligne),
- (en-US) Early English Hero Tales, New York & London, Harper & brothers, 1915, 103 p. (lire en ligne),
- (en-US) Geoffrey's window : more Children in the wood stories  (ill. Clara M. Burd), Springfield (Massachusetts), Milton Bradley Company, 1921, 236 p. (OCLC 122403996),

### Romans
- (en-US) The end of a song, Boston & New York, Houghton Mifflin Company, 1911, 283 p. (lire en ligne),
- (en-US) Leviathan: The Record of a Struggle and a Triumph, New York, George H. Doran Company, 1913 (lire en ligne),
- (en-US) The family of the Barrett, a colonial romance, New York, The Macmillan company, 1938, 792 p. (lire en ligne),

### Recueil de poésie
- (en-US) Willow Pollen, Boston, The Four seas company, 1921, 104 p. (lire en ligne),

### Théâtre
- (en-US) Three Welsh plays: The merry merry cuckoo, The deacon's hat, Welsh honeymoon, Boston, Little, Brown, and company, 1917, 108 p. (OCLC 19766312, lire en ligne),
- (en-US) The sun chaser : a play in four acts, Cincinnati, Stewart Kidd Publisher, 1922, 138 p. (lire en ligne)

### Articles
- « The Pastoral Drama in the Eighteenth Century », The Sewanee Review, vol. 16, no 2,‎ avril 1908, p. 202-207 (6 pages) (lire en ligne),
- « Reviewed Work: Molière. by Curtis Hidden Page », Modern Language Notes, vol. 24, no 5,‎ mai 1909, p. 142-144 (3 pages) (lire en ligne),
- « Narcotism and the War », The North American Review, vol. 206, no 745,‎ décembre 1917, p. 879-884 (6 pages) (lire en ligne),
- « Two Candles », The North American Review, vol. 210, no 765,‎ août 1919, p. 252 (1 page) (lire en ligne)
- « Disaster and Poetry: A Study of James Thomson », The North American Review, vol. 212, no 776,‎ juillet 1920, p. 93-109 (17 pages) (lire en ligne),
- « Sea-Gulls », Poetry, vol. 15, no 6,‎ mars 1920, p. 308-309 (2 pages) (lire en ligne),
- « Rosy Miller », Poetry, vol. 15, no 6,‎ mars 1920, p. 309 (1 page) (lire en ligne),
- « Dust and Dreams », The North American Review, vol. 213, no 783,‎ février 1921, p. 209 (1 page) (lire en ligne),
- « The Broken Door », Poetry, vol. 17, no 6,‎ mars 1921, p. 315 (1 page) (lire en ligne),
- « Rose Toada », Poetry, vol. 17, no 6,‎ mars 1921, p. 314 (1 page) (lire en ligne),
- « Ebony », Poetry, vol. 17, no 6,‎ mars 1921, p. 314 (1 page) (lire en ligne),
- « Again? », The North American Review, vol. 213, no 785,‎ avril 1921, p. 526 (1 page) (lire en ligne),
- « On Reading Poetry To-day », The North American Review, vol. 215, no 799,‎ juin 1922, p. 827-837 (11 pages) (lire en ligne),
- « Fog Ship », The North American Review, vol. 216, no 804,‎ novembre 1922, p. 662 (1 page) (lire en ligne),
- « The Multitude: An Appreciation of Alice Meynell », The North American Review, vol. 217, no 808,‎ mars 1923, p. 365-373 (9 pages) (lire en ligne),
- « In Memory of the Trees at Wellesley College », The North American Review, vol. 219, no 821,‎ avril 1924, p. 496 (1 page) (lire en ligne),
- « Weariness », Poetry, vol. 25, no 2,‎ novembre 1924, p. 77 (1 page) (lire en ligne),
- « Window-Bars », Poetry, vol. 25, no 2,‎ novembre 1924, p. 77 (1 page) (lire en ligne),
- « Revolution and Poetry », The Virginia Quarterly Review, vol. 2, no 1,‎ janvier 1926, p. 88-93 (6 pages) (lire en ligne),
- « Flooded Land », The North American Review, vol. 223, no 832,‎ septembre-novembre 1926, p. 508 (1 page) (lire en ligne),
- « Resemblances », The North American Review, vol. 223, no 832,‎ septembre-novembre 1926, p. 508 (1 page) (lire en ligne),
- « The Opium Habit », Social Science, vol. 4, no 4,‎ 3e trimestre 1929, p. 429-434 (6 pages) (lire en ligne ),

## Archives
Les archives de Jeannette Marks (Jeannette Marks Papers) sont déposées et consultables auprès de la Mount Holyoke College Archives and Special Collections.